# Максимович Євген Олександрович
Євген Олександрович Максимович (* 10 лютого 1857, м. Вашківці, Герцогство Буковина, Австрійська імперія (тепер — Чернівецька область, Україна) — † 27 квітня 1928, м. Чернівці, Румунія (тепер — Україна) — український художник, педагог.

## Біографія
Народився в родині православного священика. Батько — українець, мати — румунка.
У 1868 році Євген вступив на платне навчання до німецькомовної вищої гімназії (нині середня загальноосвітня школа № 1 ім. М. Емінеску) в Чернівцях, де на той час в другому класі навчався його старший брат Костянтин.
Отримавши середню освіту і склавши іспит з живопису, Євген Максимович у 1876 році став студентом Віденської академії мистецтв(навчання у професорів Вурцінгера, Айзенменгера, Леопольда Міллера).
Під час перебування у Відні Максимович познайомився з земляком Епамінондою Бучевським, що пізніше позитивно позначилось на його працевлаштуванні художником при будівництві резиденції митрополитів у Чернівцях.
Закінчивши навчання у Відні (1881), Євген планував удосконалювати свою майстерність художника у Мюнхені чи Парижі. Проте тяжко захворів дідусь, який давав необхідні для навчання кошти, і йому прийшлось повернутися на Буковину, де в 1883 році він став викладачем вищої гімназії в Радівцях (нині Сучавський повіт Румунії).
За протекцією Епамінонди Бучевського, який познайомився з молодим Євгеном під час свого проживання у Відні (1882), який справив на нього тоді дуже добре враження і де він передав йому багато таємниць техніки живопису, Евгена Максимовича запрошують працювати над оздобленням Резиденції буковинських митрополитів (нині — Чернівецький національний університет імені Юрія Федьковича). Євген працює поруч з відомими спеціалістами Каролем Свободою, Карлом Йобстом та Епамінондою Бучевським, що підтверджує його високу професійну майстерність.
Коли Епамінонда Бучевський захворів, він рекомендував митрополиту Сильвестру Мораріу Євгена Максимовича як продовжувача своєї справи. В 1891 році після смерті Е. Бучевського Євгена Олександровича було призначено на посаду єпархіального маляра у Буковинській православній консисторії. Авторитет цієї посади дало змогу одержувати замовлення на створення парадних портретів митрополиті, іконостасів буковинських церков, інших офіційних замовлень і, як результат, можливість здійснити подорож до Італії в 1893 році.
Євген Максимович автор композицій з життя Буковини, портретів селян, краєвидів, фресок, оформлення інтер'єрів громадських закладів (кав'ярня «Габсбург», жіноча перукарня «Damensalon»), ескізів ілюстрацій та орнаментів для видавництва «Акафіст»).
Одночасно з роботою в митрополії Максимович продовжував працювати викладачем малювання в Радівцях до 1895 року, а з 1895 року — в чернівецькій вищій православній реальній школі (сьогодні Чернівецька ЗОШ № 2 імені Ю. Федьковича).
Євген Олександрович Максимович став також дослідником унікальної буковинської храмової архітектури та мистецтва, займався питаннями історії формування іконографії візантійського живопису.
Мистець мав і великий інтерес до музейної справи, працював у Чернівецькому церковному музеї православної митрополії та був у різні роки членом правлінь Крайового музею резиденції митрополита і Буковинського музею ремесел.
Євген Максимович учасник багатьох колективних чернівецьких виставок. Персональні виставки: у Чернівцях (прижиттєві — 1905—1906, 1913, 1919, посмертна — 1931), Бухаресті (1906).
Живописні роботи Євгена Олександровича Максимовича зберігаються в чернівецьких краєзнавчому та художньому музеях.
Через важку недугу Євген Максимович помер 27 квітня 1928 року в чернівецькій загальій лікарні. Похований на т.зв. Руському цвинтарі у Чернівцях (тепер – Історико-культурний заповідник «Кладовища на вул. Зелена») поряд з могилою свого брата Олександра, професора Чернівецької православної вищої реальної школи, який покинчив своє життя самогубством, скочивши у криницю біля будинку, де він мешкав.

## Твори
- «Дівчина»;
- «Митрополит Сильвестр»;
- «Архієпископ Мораріу Андрієвич»;
- «Митрополит Чуперкевич»;
- «Колядки»;
- «Біля перелазу»;
- «Парубок грає на сопілці»;
- «Дівчина з куфою»;
- «Селянин»;
- «Двоє старих із Дорни»;
- «Штефан Великий»;
- «Два румуни» .

## Родина
- Дід (по материній лінії) — Костянтин Луческул, протопресвітер і референт у Чернівецькій консисторії;
- Батько — православний священик (служив у Чорториї, Вашківцях);
- Брат — Костянтин, відомий чернівецький архітектор.